# 鬼子母神前停留場
鬼子母神前停留場（日语：／ Kishibojinmae teiryūjo */?）是位於日本東京都豐島區雜司谷二丁目，屬於東京都電車（都電）荒川線的停留場。

## 歷史
- 1914年（大正3年）12月25日：開業。
- 2008年（平成20年）6月14日：伴隨東京地下鐵副都心線雜司谷站開業，成為轉乘站。

## 停留場構造
本站為對向式月台2面2線的地面車站。
| 月台 | 路線                   | 方向 | 目的地                               |
| ---- | ---------------------- | ---- | ------------------------------------ |
| 東側 | 都電荒川線（東京櫻電） | 上行 | 學習院下、面影橋、早稻田方向         |
| 西側 | 都電荒川線（東京櫻電） | 下行 | 東池袋四丁目、大塚站前、三之輪橋方向 |

## 可供轉乘的巴士路線

### 「千登世橋」停留場

#### 西武巴士
- 宿20系統：新宿站西口，池袋站東口(西武百貨店)行
- 宿20-1系統：目白五丁目行，池袋站東口(西武百貨店)行
- 練45系統：練馬站行，池袋站東口(西武百貨店)行

#### 都營巴士
- 池65系統：練馬車庫前/江古田二丁目行、池袋站東口(西武百貨店)行
- 池86系統：澀谷站東口/新宿追分（新宿伊勢丹）/早稻田行、東池袋四丁目（太陽城）/池袋站東口行

## 相鄰停留場
東京都交通局
 都電荒川線（東京櫻電）
學習院下（SA 28）－鬼子母神前（SA 27）－都電雜司谷（SA 26）

## 外部連結
- 鬼子母神停留場 （页面存档备份，存于） - 東京都交通局